# Oxalis adenodes
Oxalis adenodes là một loài thực vật có hoa trong họ Chua me đất. Loài này được Sond. mô tả khoa học đầu tiên.